# Genska učestalost
Genska učestalost (alelna učestalost) je dinamika pojavljivanja pojedinih gena odnosno alela u nekoj populaciji.
Promjene genske učestalosti, odnosno brojčanog odnosa pojedinačnih alela u svakom paru alela unutar genske zalihe neke populacije proučava populacijska genetika.
Gensku učestalost možemo definirati kao postotak svih alela u danom lokusu u populaciji genske zalihe koju predstavlja određeni alel.
Drugim riječima, broj kopija određenog alela podijeljenog s brojem kopija svih alela na genskom mjestu (lokusu) u populaciji. Obično ga se izražava postotkom. U populacijskoj se genetici učestalost alela računa radi prikaza genske raznolikosti pojedinca, populacije ili cijele vrste. Ovo je također odnosi udio svih alela u genu koji su od designirane vrste.

## Vanjske poveznice
- ALFRED database  Arhivirana inačica izvorne stranice od 20. siječnja 2011. (Wayback Machine) (eng.)
- EHSTRAFD.org - Earth Human STR Allele Frecuencies Database (eng.)
- VWA 17 Allele Frequency in Human Population (Poster) (eng.)
- Allele Frequencies in Worldwide Populations (eng.)
- Cheung, KH; Osier MV; Kidd JR; Pakstis AJ; Miller PL; Kidd KK. 2000. ALFRED: an allele frequency database for diverse populations and DNA polymorphisms. Nucleic Acids Research. 28 (1): 361–3. doi:10.1093/nar/28.1.361. PMC 102486. PMID 10592274
- Middleton, D; Menchaca L; Rood H; Komerofsky R. 2002. New allele frequency database. Tissue Antigens. 61 (5): 403–7. doi:10.1034/j.1399-0039.2003.00062.x. PMID 12753660
- Ballian, Dalibor. 2009. Genetičke strukture obične jele (Abies alba Mill.) iz zapadne i istočne Bosne. Šumarski list. 133 (9–10): 501–512